# La casa de tothom
La casa de tothom és una comèdia en tres actes, original de Josep Morató, estrenada al Gran Teatre Espanyol, ubicat al Paral·lel de Barcelona, la nit del 20 de desembre de 1912, per la companyia del Sindicat d'Autors Dramàtics Catalans.
L'acció té lloc a la sala menjador d'una torre de Sant Gervasi, de Barcelona, a l'època de l'estrena.

## Repartiment de l'estrena
- Laura: Emília Baró[2]
- Senyora Francisca: Dolors Pla[2]
- Glòria: Ramona Mestres[2]
- Don Ramon: Antoni Piera[2]
- Cisonet: Carles Capdevila[2]
- Don Lluís: Rafael Bardem[2]
- Minguet: Domènec Aymerich.[2]
- Magí: Vicent Daroqui[2]
- Don Enric: Miquel Sirvent[2]
- Albert: Avel·lí Galceran[2]
- Director d'escena: Antoni Piera[2]